# 캠브리지 선언
캠브리지 선언(The Cambridge Declaration) 이란 1996년 고백적 복음주의 연맹에 의해서 작성된 믿음의 선언서이다. 개혁주의와 루터란주의 가운데서 복음주의 운동에 관심을 갖는 무리들의 모임을 통하여 선언한 고백서이다. 다섯 솔라를 주장한다. 

## 서명자들
- Dr. John Armstrong (theologian)
- Rev. Alistair Begg
- 제임스 몽고메리 보이스
- Dr. W. Robert Godfrey
- Dr. John D. Hannah
- 마이클 호턴
- Mrs. Rosemary Jensen
- Dr. R. Albert Mohler Jr.
- Dr. Robert M. Norris
- R. C. 스프롤
- Dr. Gene Edward Veith, Jr.
- 데이비드 F. 웰즈
- Dr. Luder Whitlock
- Dr. J. A. O. Preus III